# Jurassic World: Dominion
Jurassic World: Dominion és una pel·lícula estatunidenca del 2022 de ciència-ficció i aventures dirigida per Colin Trevorrow, que va escriure el guió juntament amb Emily Carmichael, basat en una història de Trevorrow i el seu company d'escriptura, Derek Connolly. És la seqüela de Jurassic World: El regne caigut (2018), la sisena entrega de la franquícia de Parc Juràssic, i la tercera pel·lícula de la trilogia de Jurassic World. Igual que les seves predecessores, Frank Marshall i Patrick Crowley van produir la pel·lícula, i Trevorrow i el director de Parc Juràssic (1993), Steven Spielberg, van actuar com a productors executius. La pel·lícula és protagonitzada per un elenc que inclou Chris Pratt, Bryce Dallas Howard, Sam Neill, Laura Dern, Jeff Goldblum, Daniella Pineda, Isabella Sermon, Justice Smith, Omar Sy i BD Wong, que reprenen els seus papers de les pel·lícules anteriors de la franquícia, i als que s'uneixen Mamoudou Athie, Scott Haze, Dichen Lachman, Campbell Scott i DeWanda Wise.
Aquesta pel·lícula ja s'estava planejant el 2014, com a part de la futura trilogia de Jurassic World. El rodatge va començar al Canadà el febrer del 2020 i es va traslladar a altres localitzacions d'Anglaterra al mes següent. El març de 2020, la producció es va posar en pausa com a mesura de seguretat a causa de la pandèmia de COVID-19. La producció es va reprendre el juliol del 2020 i va concloure quatre mesos després, el novembre, amb localitzacions de rodatge que incloïen els Estudis Pinewood d'Anglaterra i el país de Malta.
Jurassic World: Dominion es va estrenar als cinemes el 9 de juny de 2022 en IMAX, RealD 3D, i Dolby Cinema de la mà d'Universal Pictures. A diferència de les dues predecessores, Legendary Entertainment no va participar en la seva producció, ja que Universal va tallar els llaços amb la companyia el 2019 després de l'expiració del seu acord de quatre anys. La pel·lícula ha estat doblada i subtitulada al català. La distribució del doblatge en català va comptar amb 30 còpies.

## Argument
La pel·lícula està ambientada quatre anys després dels esdeveniments de Jurassic World: El regne caigut, en què els dinosaures modificats genèticament es van subhastar a empreses de tot el món mentre altres eren alliberats al territori dels Estats Units. La història es desenvolupa a tot el món i mostra els humans enfrontant-se a espècies de dinosaures invasores.

## Repartiment
- Chris Pratt com Owen Grady[17]
- Bryce Dallas Howard com a Claire Dearing[17]
- Sam Neill com el Dr. Alan Grant[18]
- Laura Dern com a Dr. Ellie Sattler[18]
- Jeff Goldblum com el Dr. Ian Malcolm[18]
- Mamoudou Athie[19]
- Scott Haze[20]
- Dichen Lachman[21]
- Daniella Pineda com a Dr. Zia Rodriguez[22]
- Campbell Scott com el Dr. Lewis Dodgson, CEO de Biosyn Genetics, un rival d'InGen. El personatge va ser interpretat anteriorment per Cameron Thor a Jurassic Park.[23]
- Isabella Sermon com Maisie Lockwood[24]
- Justice Smith com Franklin Webb[22]
- Omar Sy com a Barry Sembène[25][26]
- DeWanda Wise[27]
- BD Wong com el Dr. Henry Wu[28]
- Elva Trill com a Charlotte Lockwood[29]
- Dimitri Thivaios[30]

## Música
La partitura musical de la pel·lícula va ser composta per Michael Giacchino, autor de la música de les anteriors pel·lícules de Jurassic World. La partitura es va gravar als estudis Abbey Road d'Anglaterra durant un període de deu dies, que va concloure el maig de 2021.

## Màrqueting
El juny de 2021 es va publicar un avenç de cinc minuts de la pel·lícula, adjunt a les projeccions IMAX de F9. Trevorrow pretenia inicialment que aquest metratge servís com els primers cinc minuts de la pel·lícula, però va decidir eliminar-ho del muntatge final. El metratge es va publicar en línia el 23 de novembre del 2021, com un curtmetratge independent i pròleg per promocionar Jurassic World: Dominion. El pròleg inclou un segment prehistòric ambientat al Cretaci, durant el qual un Giganotosaure mata un T. rex en una batalla. El pròleg estableix una rivalitat actual entre els dos animals, com a clons, a la pel·lícula principal.

## Estrena
La versió doblada al català de Jurassic World: Dominion es va estrenar el 9 de juny de 2022. Anteriorment, l'estrena de la pel·lícula estava prevista per a l'11 de juny de 2021, però es va endarrerir a causa de la pandèmia.
Està previst que la pel·lícula es pugui veure en línia al lloc web d'Universal's Peacock al cap de quatre mesos de la seva estrena als cinemes, com a part d'un acord de divuit mesos. A continuació, la pel·lícula es traslladarà a Amazon Prime Video durant deu mesos, abans de tornar a Peacock per als darrers quatre mesos.

## Futur
Marshall va aclarir el maig del 2020 que Jurassic World: Dominion no seria l'última pel·lícula de la franquícia i que, en canvi, marcaria "el començament d'una nova era", en què els humans han d'adaptar-se que els dinosaures estiguin a terra ferma.